# Маріанна Дурано
Маріанна Дурано (нар. 10 липня 1991 р. у Ліоні) — французька екоактивістка, антифеміністська філософиня, есеїстка, журналістка, членкиня редакції огляду Limite. Одна з французьких діячок інтегральної екології, поряд з Ежені Бастьє та Готьє Бесом.

## Біографія
Працює викладачкою філософії у Normalienne de Lyon. За сумісництвом працює вчителькою філософії у звичайній середній школі .
З 2014 року одружена з Готьє Бесом, з яким має двох дітей.

## Позиції
Маріанна Дурано вважає, що суспільству потрібен інтегральний фемінізм та егалітарні стосунки в парі. Крім того, вона «навчилася любити своє тіло». Софі Мазет виводить поняття «інтегральний фемінізм» Дюрано або Бастіє, яке ґрунтується на есенціалістичних кліше, як антифемінізм.
Дурано має серйозні застереження до протизаплідних таблеток. Даніель Шнайдерман також аналізує свої застереження проти паритету або контрацепції як «фукодівське вдягання реакційних кліше». Її погляди називають як неореакцію або реакцію консервативних правих.
Як голова Veilleurs — католицької групи, яка виступає проти шлюбу для всіх — і час від часу виступає на Manif pour tous, Маріанна иступає проти відкриття шлюбу з гомосексуальними людьми і проти відкриття PMA для лесбійок і самотніх жінок. Зокрема, вона порівняла останні з генетично модифікованими організмами, які підпадають під «ту ж логіку маніпуляцій і товаризації живих істот».
Вона є співавторкою книги «Наші межі» (Centurion editions, 2014), яку прокоментував пастор Стефан Лавіньот: «Книга показує філософські та теологічні основи цієї течії [інтегральної екології], а саме консервативне бачення католицького природного права та комунітарний підхід до суспільства в традиціях французької контрреволюційної думки».

## Публікації
- Gaultier Bès; Marianne Durano; Axel Nørgaard Rokvam (2014). Nos limites (фр.). Paris: Éditions du Centurion. с. 110. ISBN 979-10-92801-12-5.
- Marianne Durano (2018). Mon Corps ne vous appartient pas (фр.). Paris: Albin Michel. с. 304. ISBN 978-2-226-39618-1.
- Articles dans Limite: revue d'écologie intégrale[3] : elle y tient une chronique féministe.